# Тростников, Виктор Николаевич
Виктор Николаевич Тростников (14 сентября 1928, Москва — 29 сентября 2017) — православный русский философ

 и богослов. По образованию математик. Наиболее важные работы: «Конструктивные процессы в математике», «Мысли перед рассветом», «Православная цивилизация», «Основы православной культуры», «Бог в русской истории», «Кто мы?», «Вера и разум. Европейская философия и её вклад в познание истины», «Всмотрись — и увидишь», «Имея жизнь, вернулись к смерти».

## Биография
Виктор Тростников родился в Москве в 1928 году. Во время Великой Отечественной войны был эвакуирован в Узбекистан, где с 14 лет почти до окончания войны работал на сахарном заводе. По возвращении в Москву был мобилизован на трудовой фронт и работал слесарем на 45-м авиамоторном заводе.
Учился на физико-техническом факультете МГУ. Затем, будучи в звании доцента по кафедре высшей математики, преподавал в МИФИ, МИСИ, МХТИ, МИИТе и ряде других вузов. Вёл кружок по математике в Московском городском Дворце пионеров и школьников. Защитил кандидатскую диссертацию по философии в 1970 году («Некоторые особенности языка математики как средства отражения объективной реальности»).
В начале своей литературной деятельности подготовил ряд статей и книг по истории математики и математической логике. Постепенно его интересы сместились к религиозной философии. Одна из первых его книг о православной философии («Мысли перед рассветом») была опубликована в Париже в 1980 году. Этот факт, а также его участие в альманахе «Метрополь» было расценено как диссидентство, и Виктор Тростников был уволен с работы. С того момента его карьера математика окончилась. Вплоть до распада Советского Союза Тростников работал сторожем, каменщиком, чернорабочим, прорабом.
Много лет был профессором Российского православного университета, преподавал философию, философию права и всеобщую историю. Его работы по православному богословию, философии, истории и политике печатались в журналах «Новый Мир», «Москва», «Молодая гвардия», «Православная беседа», «Литературная учёба», «Русский Дом», «Энергополис», еженедельнике «Аргументы и факты», газетах «Завтра», «Правда», «Литературная газета», а также в других печатных СМИ. Общее число таких публикаций достигает нескольких сотен.
Несмотря на почтенный возраст, Виктор Тростников писал и публиковал книги о православной философии и проблемах современного богословия. В 2012—2014 годах в издательстве «Димитрий и Евдокия» вышли книги «Всмотрись — и увидишь», «Имея жизнь, вернулись к смерти» и «Разговоры о нашей жизни», составляющие, по замыслу автора, трилогию. В 2014 году в том же издательстве вышла книга стихотворений Виктора Тростникова «Мы — Третий Рим». В 2015 году была издана книга «Мысли перед закатом», получившая премию «Литературной газеты» «Золотой Дельвиг». Предполагалось, что эта книга будет последней, но летом 2016 года Виктор Николаевич написал ещё одну — «После написанного», которая вышла в январе 2017 года.
Помимо литературной деятельности, Виктор Тростников вёл лекционную работу на радио и телевидении.
Дочь Тростникова — Елена Викторовна Тростникова (род. 7.08.1955) — филолог-русист, руководитель одного из первых православных благотворительных фондов «Человек и его вера», писатель, редактор, автор-составитель популярных книг о православии для детей и взрослых.

## Список работ
Книги:
- Элементарная теория ускорителей заряженных частиц. — М.: Учпедгиз, 1962. — 84 с., 10 000 экз.
- Физика: близкое и далёкое. М. из-во «Знание», 1963.
- Человек и информация. — М.: «Наука», 1970
- Конструктивные процессы в математике. М.: «Наука», 1975.
- Математики о математике
- Загадка Эйнштейна. — М.: Знание, 1971
- Жар холодных чисел и пафос бесстрастной логики. Формализация мышления от античных времен до эпохи кибернетики. — «Знание», 1977. (в соавторстве с Б. В. Бирюковым)
  - Жар холодных чисел и пафос бесстрастной логики. Формализация мышления от античных времен до эпохи кибернетики. — «Либроком», 2009. (в соавторстве с Б. В. Бирюковым)
- Мысли о России // «Русское возрождение» Нью-Йорк, 1987;
- Мысли перед рассветом. — Париж, 1980, 360 с.; М., 1997 из-во «Штрихтон»;
- Научна ли научная картина мира? // Новый мир, 1989, № 12;
- Мысли о любви //Кубань, 1994;
- «Им же вся быша» // Москва. 1995, № 1;
- Понимаем ли мы Евангелие? М., 1997;
- Бог в русской истории. Одесса, 1998;
- Философия супружества. М., 1999.
- История одного предательства. М.: 2000.
- Православная цивилизация. — 2004.
- Трактат о любви. Духовные таинства. М.: из-во «Грифон», 2007.
- Россия земная и небесная // 2007 М. из-во «Грифон»
- Бог в русской истории. // М. 2008 из-во Издательский Совет Русской Православной Церкви
- Быть русскими — наша судьба. М.: Грифон, 2009. ISBN 978-5-98862-058-7
- Вера и разум. Европейская философия и её вклад в познание истины // 2010 М. из-во «Грифон»
- Кто мы? Русские, украинцы, белорусы. // 2011 М. из-во Московской Патриархии
- Всмотрись — и увидишь. // М. 2012. из-во «Димитрий и Евдокия»
- Имея жизнь, вернулись к смерти. // М. 2013 из-во «Димитрий и Евдокия»
- Разговоры о нашей жизни // М. 2014 из-во «Димитрий и Евдокия»
- Мы — Третий Рим (поэма) // М. 2014 из-во «Димитрий и Евдокия»
- Конструктивные процессы в математике. Философский аспект. из-во «Ленанд», 2014.
- Мысли перед закатом. // М. 2015 из-во «Димитрий и Евдокия»
- После написанного. // М. 2016 из-во «Димитрий и Евдокия»
- История как Промысл Божий. — М.: из-во Институт русской цивилизации, 2016. (сборник, включающий также работы Катасонова В. Ю. и Шиманова Г. М.)

Лекции («беседы»):
- Русские православные мыслители XIX века
- Религия и наука
- В начале было крещение. — М.: из-во Издательский Совет Русской Православной Церкви
- Бог в русской истории. — М.: из-во Издательский Совет Русской Православной Церкви (Московский Патриархат)
- Россия в XXI веке // М. 2011, 2012 из-во «Единство и Согласие»; М. из-во «Димитрий и Евдокия»; М. 2012 из-во «Бодрствование»
- Христианское миропонимание и наука. Русские православные мыслители 19 в. — М. из-во Издательский Совет Русской Православной Церкви
- 1020-летие Крещения Руси. В начале было крещение.